# Omicidio di Riccardo Rasman
L'omicidio di Riccardo Rasman, trentaquattrenne disabile psichico, venne commesso a Trieste il 27 ottobre 2006 dai tre agenti di polizia Mauro Miraz, Maurizio Mis e Giuseppe De Biasi. Il 14 dicembre 2011, dopo l'iter giudiziario, la Corte di cassazione ha confermato la condanna a 6 mesi di reclusione per omicidio colposo a carico degli agenti. Il ministero degli Interni e i tre agenti sono stati condannati anche al risarcimento di oltre un milione di euro nei confronti dei familiari della vittima. Il caso è stato sovente paragonato a quello di Federico Aldrovandi, per modalità della morte e dinamica dell'accaduto.

## Storia
Il 27 ottobre 2006, passate da poco le ore 20, Riccardo Rasman (nato il 5 agosto 1972) si trovava nel suo appartamento di via Grego 38, un immobile di proprietà dell'ATER di Trieste. Secondo la ricostruzione degli agenti e le contraddittorie testimonianze dei vicini, Rasman stava ascoltando musica ad alto volume e, dopo essere uscito nudo sul balcone, lanciò due petardi nella corte interna dello stabile; uno di essi scoppiò a poca distanza da una ragazza, senza causarle lesioni. Rasman, affetto da una sindrome schizofrenica paranoide dovuta a episodi di nonnismo subiti durante il servizio militare, era probabilmente in uno stato di felicità e di agitazione psicofisica dovuta al fatto che il giorno seguente avrebbe incominciato un lavoro come operatore ecologico.
In seguito a una segnalazione arrivata al 113, sul posto giunsero due volanti, per un totale di quattro agenti. La prima volante giunse alle 20:21 e alle 20:34 chiese una seconda volante di rinforzo e l'intervento dei vigili del fuoco per sfondare la porta dell'appartamento. Rasman, che nel frattempo si era rivestito e steso a letto con la luce spenta, rifiutò di aprire, intimorito forse in seguito a un'altra colluttazione con le forze dell'ordine risalente al 1999, a cui era seguita una denuncia nei confronti di due agenti da parte di Rasman. Intervenuti i vigili del fuoco, gli agenti di polizia entrarono trovando Rasman seduto sul letto: ne sortì un'accesa colluttazione tra i quattro agenti e Rasman, che infine fu immobilizzato dal gruppo a terra, ammanettato dietro la schiena e legato alle caviglie con del filo di ferro.
Dopo l'immobilizzazione, nonostante fosse ammanettato, continuarono a tenerlo in posizione prona per diversi minuti. Rasman cominciò a respirare affannosamente e a rantolare, fino a divenire cianotico e a subire un arresto respiratorio. All'arrivo di un mezzo di soccorso, ne fu constatato il decesso. La morte avvenne tra le 20:43 e le 21:04. All'arrivo dei sanitari Rasman fu trovato ammanettato con le mani dietro la schiena, le caviglie immobilizzate da filo di ferro, e mostrava gravi ferite e segni di imbavagliamento. Fu chiarito che nonostante l'uomo fosse immobilizzato, gli agenti esercitarono «sul tronco, sia salendogli insieme o alternativamente sulla schiena, sia premendo con le ginocchia, un'eccessiva pressione che ne riduceva gravemente le capacità respiratorie», causando la morte per asfissia.
Le ferite, gli schizzi di sangue sui muri e i segni di violenza furono correlati all'uso di oggetti contundenti, come un manico d'ascia trovato nell'appartamento e lo stesso piede di porco usato dai vigili del fuoco per forzare la porta d'ingresso. La sorella Giuliana dichiarò:

## Le indagini
Venne aperta un'inchiesta d'ufficio, affidata al pubblico ministero Pietro Montrone, il quale delegò alle indagini gli stessi poliziotti coinvolti nella colluttazione. L'inchiesta venne chiusa nell'ottobre 2007 con una richiesta di archiviazione da parte del magistrato, il quale ritenne che i quattro poliziotti avessero agito nell'adempimento di un dovere, pur avendo accertato che la morte di Rasman era stata causata da "asfissia posturale" seguita all'operato degli agenti. Il 28 febbraio 2008, tuttavia, nell'udienza che avrebbe dovuto chiudere l'inchiesta, il Gip non accolse la richiesta di archiviazione del pubblico ministero: quest'ultimo cambiò l'orientamento iniziale alla luce delle indagini difensive presentate in occasione all'opposizione all'archiviazione proposta dai difensori dei Rasman, avvocati Giovanni Di Lullo e Fabio Anselmo, e di fronte alla prova che i quattro agenti fossero a conoscenza del fatto che Rasman era sotto cura al Centro di salute mentale di Domio.
Quest'ultimo fatto avrebbe dovuto imporre ai quattro agenti (Francesca Gatti, Mauro Miraz, Maurizio Mis e Giuseppe De Biasi) una maggiore cautela e la richiesta d'invio di un operatore specializzato. Fu inoltre contestata la legittimità dello sfondamento della porta dell'abitazione privata, poiché il comportamento di Rasman non destava più pericolo, avendo l'uomo smesso di lanciare petardi e trovandosi calmo e nel proprio letto. Prima dell'arrivo delle forze dell'ordine Rasman avrebbe scritto in un biglietto, ritrovato poi in cucina, le seguenti parole: «Per favore per cortesia vi prego non fatemi del male, non ho fatto niente di male». I quattro poliziotti vennero quindi indagati e rinviati a giudizio per omicidio colposo.

## I processi

### Primo grado
Il 29 gennaio 2009 tre dei quattro agenti (Mauro Miraz, Maurizio Mis e Giuseppe De Biasi) vennero condannati, con rito abbreviato e pena sospesa, a sei mesi di carcere, con l'accusa di omicidio colposo, e al pagamento di una provvisionale di 60.000 euro. Venne invece assolta l'agente Francesca Gatti con "formula dubitativa": ha partecipato all'irruzione ma quando Riccardo Rasman era stato ridotto all'impotenza, ammanettato e tenuto fermo sul pavimento coi piedi legati dal filo di ferro, era rimasta estranea all'azione perché in contatto via radio con la sala operativa della Questura. Per la parte civile venne disposto un risarcimento di 20.000 euro per danni morali.

### Secondo grado
Il 30 giugno 2010 la Corte d'appello di Trieste ha confermato in secondo grado la condanna a sei mesi di reclusione ciascuno per tre dei poliziotti imputati per la morte di Rasman. Confermato anche il proscioglimento del quarto agente imputato. Sia i legali della famiglia Rasman sia i difensori dei poliziotti hanno annunciato ricorso in Cassazione.

### Corte di Cassazione
Il 14 dicembre 2011 anche la Corte di cassazione conferma la versione della sentenza emessa nei gradi precedenti e rende definitiva la condanna per omicidio colposo nei confronti dei tre agenti. Nelle motivazioni della sentenza della Cassazione si legge: "[la morte di Rasman] era pacificamente evitabile qualora gli agenti avessero interrotto l'attività di violenta contenzione a terra del Rasman, consentendogli di respirare".

### Tribunali civili
Ad aprile 2015 il tribunale di Trieste condanna il Ministero dell'interno e i tre agenti già riconosciuti responsabili a risarcire un milione e duecentomila euro ai famigliari di Rasman. Il legale della famiglia presenta ricorso ritenendo l'importo insufficiente.

## Decorso
In occasione della sentenza della Corte di cassazione, i legali della famiglia Rasman hanno formalmente richiesto le scuse del Ministero dell'interno e hanno annunciato un'azione civile nei confronti dei poliziotti e del ministero stesso. La famiglia ha richiesto inoltre una nuova perizia medico-legale a partire dalle foto che furono scattate al cadavere di Riccardo, dove appaiono dei segni che partono dagli angoli della bocca fino alle orecchie. Il dubbio, per i Rasman, è che il ragazzo sia morto non soltanto perché asfissiato dal peso degli agenti, ma sia stato anche soffocato. Un particolare che durante il primo processo penale non è emerso e che potrebbe essere decisivo nella causa civile di risarcimento.
I legali della famiglia Rasman depositarono inoltre una richiesta di risarcimento di 2 milioni di euro nei confronti dei due Vigili del Fuoco che avevano aiutato i poliziotti a legare con il fil di ferro Rasman, al fine di immobilizzarlo. Agli inizi di aprile del 2013 la procura di Trieste richiede l'archiviazione del caso.